# Lewo
Le lewo (ou varsu) est une langue océanienne parlée au Vanuatu par 2 200 locuteurs dans l’est d’Epi, dans les régions de Varsu et de Varmali. Ses dialectes sont le tasiko et le mate-nul-filakara.